# Kríkové
Kríkové (angl. Creeks, častěji označováni vlastním názvem Muscogee) jsou etnická skupina severoamerických indiánů, společně s Čerokíji a Seminoly nejpočetnější etnikum kulturní oblasti jihovýchodu USA. Kríkové hovoří jazykem z maskogijské jazykové rodiny. Do češtiny z tohoto jazyka pronikl název stromu katalpa.

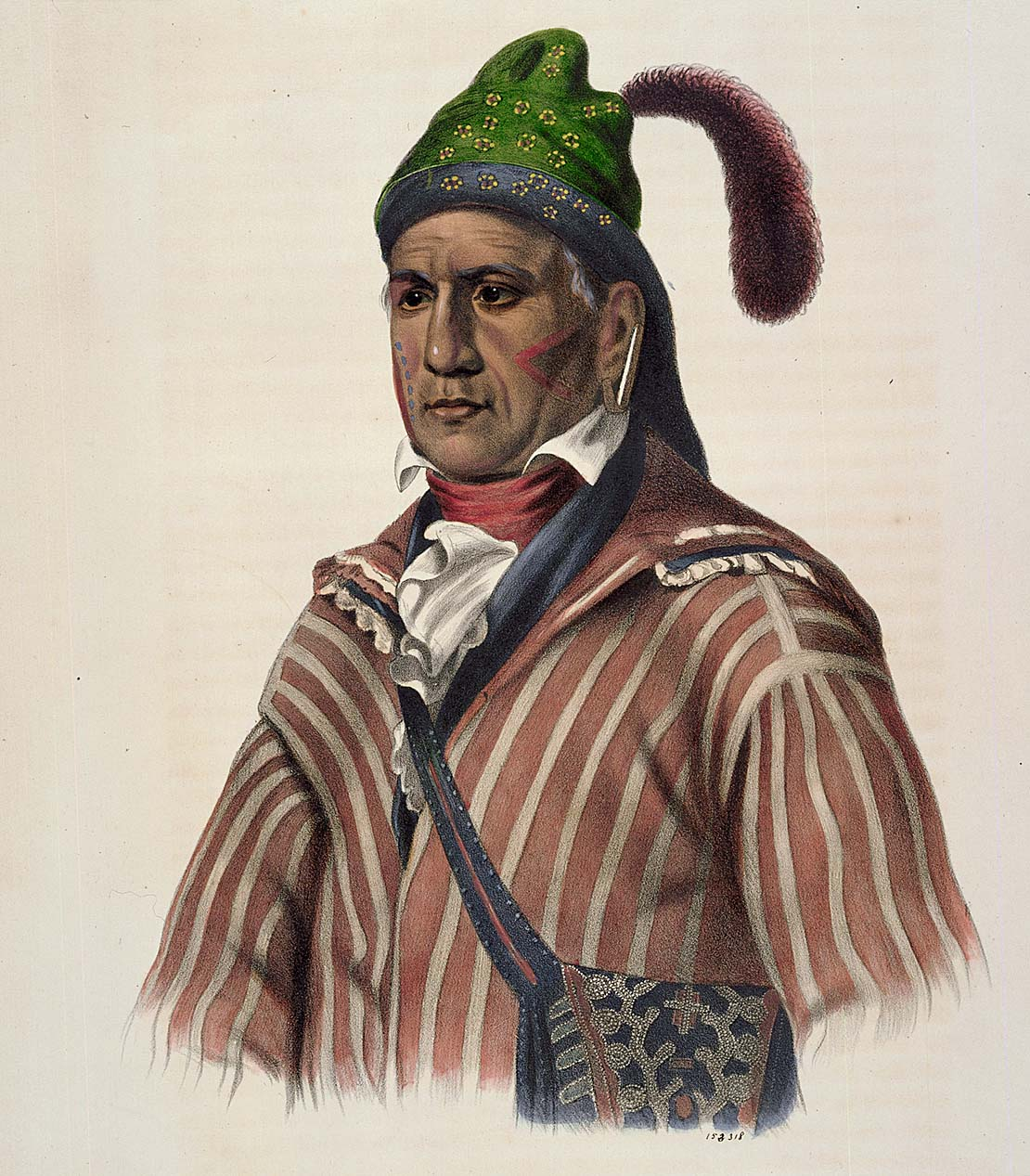
Náčelník Kríků Menawa (první polovina 19. století)

## Společenský systém
V době příchodu Evropanů v 16.–17. století Kríkové sídlili na území dnešních států Alabama, Tennessee a Georgie. Netvořili jednotný kmen, ale spíše volnou konfederaci samostatných skupin. Politickou jednotkou byla idalwa – velká vesnice obehnaná palisádou (někdy se hovoří o městech), mající v čele mírového náčelníka miko, který plnil i kněžskou funkci. Jeho funkce mohla být dědičná, případně byl volen z okruhu několika vlivných rodin. Miko spravoval město společně se svou matkou, jedním či více zástupci – mikalgi a radou starších – heniha. V době války si Kríkové volili válečného náčelníka tustunnuggi, který měl na starosti přípravu a koordinaci válečného tažení. Důležitou roli hráli ve společnosti i medicinmani – yaholové, kteří léčili nemocné a prováděli očistné obřady. Nejvýznamnější byla čtyři mateřská města Abihka, Tukabutče, Kúsa (Coosa) a Koweta. Obyvatelé těchto mateřských měst později založili menší dceřiná města. Obyvatelé Kowety a jejích dceřiných měst byli známi jako Dolní Kríkové, obyvatelé ostatních měst byli Horní Kríkové. Na přelomu 18. a 19. stol. měli Horní Kríkové 42 měst, které obývalo asi 15 000 lidí, Dolní Kríkové měli 10 měst, v nichž žilo asi 7 200 obyvatel.
Kríkové do své konfederace v 18. stol. přijali řadu menších kmenů poražených Evropany, jako byli Hitčitové, Appalačiové, Alabamové a posléze i Načezové a Šóníové. Naopak od Dolních Kríků se počátkem 18. stol. odtrhli Seminolové, kteří migrovali na jih a osídlili oblast Floridy.
Společnost Kríků se dělila na dvě exogamní moiety – Červené a Bílé, jejichž příslušníci žili ve všech městech Kríků. Mimoto se Kríkové dělili do mnoha matrilineárních klanů, jejich příslušníci žili roztroušeně ve více městech. Klanů bylo více než dvacet. Největší prestiž měl Zimní klan, ostatní byly např. klany Vlka, Krtka, Bobra, Medvěda, Želvy, Mývala, Zelené kukuřice, Ořechovce nebo Rákosu.

## Způsob života a kultura
Byli to usedlí zemědělci, pěstovali hlavně kukuřici, fazole, tykve a tabák. Menší význam měl rybolov a lov zvěře, zvláště jelenců, ale i králíků a některých ptáků. Hlavní loveckou i válečnou zbraní byl luk, měřící asi 170 cm, zhotovený ze dřeva hikory (ořechovce). Používali však také oštěpy, kyje a od 18. stol. i palné zbraně. Rozšířeným zvykem bylo skalpování, s kalpy nepřátel obětovali Slunci. Byl u nich znám i kanibalismus, a to pojídání srdcí nepřátelských zajatců, naproti tomu mučení zajatců neprováděli.
Města Kríků byla tvořena dlouhými domy ze dřeva a kůry, případně chýšemi z větví omazaných hlínou, od 18. stol. se pod vlivem Evropanů objevují i dřevěné domy a sruby. V centru města bylo dlážděné prostranství, kde hořel slavnostní oheň a kde stála poradní chýše, v níž zasedal mírový náčelník s radou starších. Města bývala obehnaná palisádami.
Oděv Kríků byl tradičně zhotovován z kůže jelenců a jiných zvířat, v létě muži nosili jen bederní zástěrku, kožené legíny a mokasíny, v zimě rovněž koženou košili. Ženy nosily koženou tuniku, sahající ke kolenům. Od 18. stol. začali nosit oděvy z evropských látek, často velmi pestré, někdy i vyráběné metodou patchworku. Obě pohlaví se tetovala pomocí rybích kostí tmavě modrým nebo černým barvivem, v oblibě byly geometrické vzory, často protáhlé trojúhelníky. Ženy Kríků nosily dlouhé vlasy, často stažené čelenkou nebo upravené do uzlu, muži mívali vyholenou hlavu s ponechaným hřebenem vlasů na temeni (podobně jako Irokézové a Čerokíové) nebo se dvěma kadeřemi po stranách nad ušima. Muži nosili péřové čelenky (často z per jeřábů, volavek a labutí) nebo čepice zdobené mývalími ocasy.

## Rituály a duchovní kultura
Původní náboženství kríků bylo animistické. Muži při obřadech kouřili nebo i žvýkali tabák a pili nápoj z cesmíny karolínské, vyvolávající zvracení – vnitřní očistu. Nejvýznamnějším obřadem byla Puskíta neboli Tanec zelené kukuřice, každoroční oslava sklizně, ale také míru a obnovy. Kríkové se na ni připravovali očistou v parní lázni a pitím cesmínového nápoje. Slavnost trvala osm dní, uprostřed osady byl vysypán z bílého písku taneční parket a čtyři hranice dříví. Poté byl ve všech domech uhašen oheň a začaly tance. Ženy tančily Tanec divokých krůt, osm mužů a žen předvádělo Tanec žabích pulců. Druhého dne šamani zažehli připravené hranice a ohněm z nich byly zapáleny ohně v domácnostech, obnovovalo se domácí nářadí a usmiřovaly staré spory. Zároveň se tančily další tance jako Tanec se zbraněmi a Tanec bláznů, jedla se sladká mladá kukuřice a další pokrmy. Po dobu trvání tance bylo přísně zakázáno válčení a veškeré násilí.
Kríkové znali mnoho her, oblíbený byl lakros nebo hazardní hry s hůlkami. Měli v oblibě tance a zpěv, z hudebních nástrojů používali bubny, chřestidla z želvích krunýřů a rákosové i kostěné flétny. Z rodinných obřadů byl významný Kríkové pohřeb, zemřelé ukládali do země a do hrobu jim dávali jídlo i některé předměty (oděv, nůž). Po čtyřech letech vykopali kosti, očistili je a uložili v košíku pod podlahou chýše zemřelého.

## Kontakty s Evropany a historický vývoj
Kríkové se setkali s Evropany jako jedni z prvních severoamerických indiánů roku 1536, kdy je navštívili členové Narváezovy výpravy, roku 1542 je navštívil Hernando de Soto, který na jejich území zahynul a posléze další španělští i francouzští objevitelé. Od roku 1617 začali mít Kríkové spory s anglickými osadníky z Karolíny, kteří pronikali na jejich území.

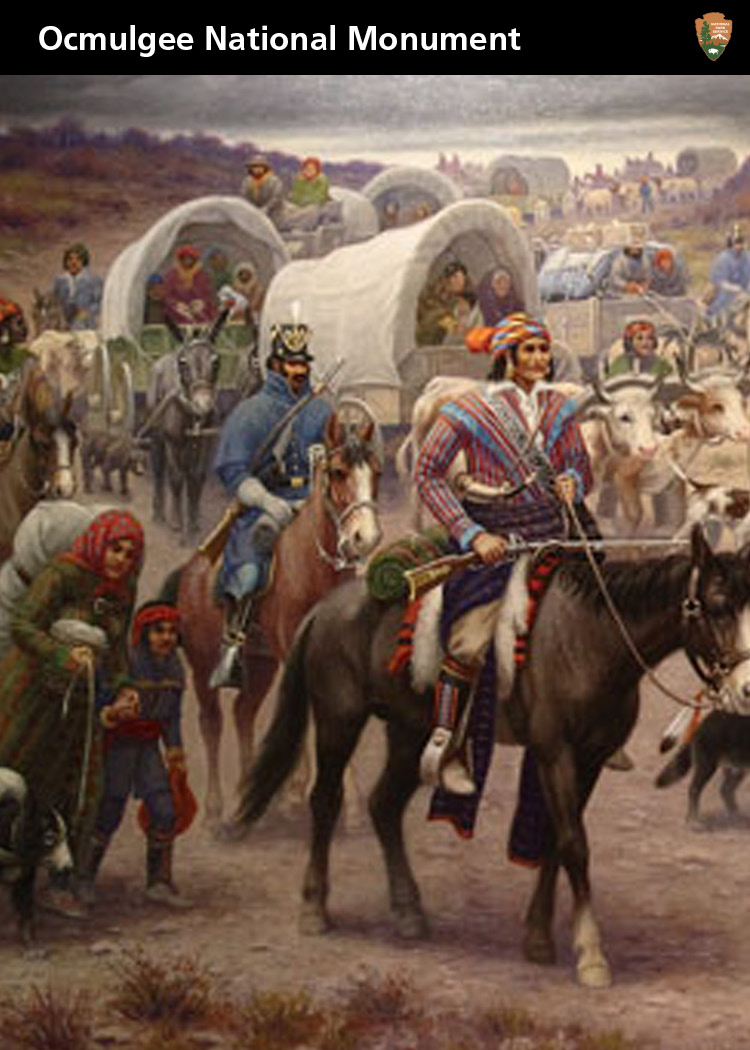
Vysídlení Kríků v roce 1836 (Trail of Tears)

Od konce 17. stol. vedli Kríkové vedli proti Evropanům řadu válek, první z nich byla Yamasecká válka z let 1715–1717. Posléze se Kríkové smísili s Evropany, především se skotskými osadníky. Ze smíšené skotsko-kríkské rodiny pocházel významný náčelník přelomu 18 a 19. stol. Alexander MacGilavry, usilující o vytvoření samostatného státu Kríků.
V době americké války za nezávislost bojovali Kríkové na straně Británie, za což jim byla přislíbena nezávislost. Samostatný stát Kríků skutečně existoval v oblasti dnešní Georgie a severní Floridy mezi lety 1799 a 1803, záhy však zanikl z důvodů nejednotnosti jednotlivých náčelníků a sílícího tlaku Američanů. Na straně Britů bojovali Kríkové také za války roku 1812. Po porážce Britů se Dolní Kríkové společně s Čerokíji podřídili vládě USA, ale část Horních Kríků pod vedením náčelníka Menawy snahám o usmíření vzdorovala. Tito rebelové byli známi jako Rudé hole – podle červeně natřených hůlek, které dostali jako znamení odporu proti bělochům od šónijského náčelníka Tecumseha. Jejich povstání z let 1813–1814 je známo jako válka rudých holí. V tomto velmi krvavém konfliktu, který měl částečně charakter občanské války mezi Kríky, byli radikální "rudé hole" poraženy. Po válce rudých holí se stal hlavním náčelníkem Kríků William MacIntosh, rovněž smíšeného skotsko kríkského původu. MacIntosh prosazoval smířlivou politiku vůči USA, za což byl většinou kmene označen za zrádce a roku 1825 popraven svým rivalem, radikálním náčelníkem Menawou.
Část Kríků byla již roku 1828 vysídlena do Indiánského teritoria na území dnešní Oklahomy, ale většina kmene (kolem 14 000 lidí) tam byla nucena odejít společně s Čerokíji až roku 1836 během tzv. cesty slz (Trail of Tears), při níž zahynulo asi 3 500 Kríků. Další stovky indiánů zemřely v nové vlasti hlady těsně po vysídlení. V Indiánském teritoriu utvořili společně s Čerokíji, Seminoly, Čikasavy a Čokty svaz Pěti civilizovaných kmenů. Za Americké občanské války bojovali Kríkové společně s Čerokíji na straně Konfederace. V současné době se ke Kríkům hlásí více než 71 500 osob, včetně míšenců, většina z nich však hovoří spíše anglicky, jen asi 15 000 Kríků dosud ovládá i svůj jazyk z maskogijské jazykové rodiny. Kríkové žijí převážně v Oklahomě, menší skupiny také v Alabamě, Georgii a na Floridě.